# عملية لوبلان
عملية لوبلان (Leblanc process) هي واحدة من أولى العمليات الصناعية التي كانت تهدف لإنتاج كربونات الصوديوم (رماد الصودا) والتي تنسب إلى مخترعها نيكولا لوبلان. شاع انتشارها في القرن التاسع عشر قبل أن تحل محلها طريقة سولفاي.

## خلفية تاريخية
لرماد الصودا أهمية كبيرة في العديد الصناعات الأساسية مثل صناعة الزجاج والصابون وصناعة الورق وغيرهم، وكان يستحصل عليه في الماضي من مصادر طبيعية وذلك من رماد بعض النباتات الساحلية التي كان يؤتى بها من شواطئ المتوسط من إسبانيا حتى سوريا. مع نقصان الموارد وازدياد الطلب ظهرت الحاجة لتطوير عملية صناعية لإنتاج رماد الصودا.
في سنة 1783 عرض لويس السادس عشر ملك فرنسا والأكاديمية الفرنسية للعلوم جائزة مقدارها 2400 ليفر فرنسي لمن يطور طريقة لإنتاج القلي من الملح. وفي سنة 1791 تمكن نيكولا لوبلان من تقديم براءة اختراع في هذا الخصوص، وبنى مفاعله ومعمله في نفس السنة في سان دوني الذي تمكن من إنتاج 320 طن من الصودا سنوياً. إلا أنه لم يتمكن في النهاية من الحصول على الجائزة بسبب اندلاع الثورة الفرنسية.

## التفاعلات الكيميائية

تفاعلات عملية لوبلان

في البداية يتفاعل كلوريد الصوديوم مع حمض الكبريتيك الساخن، حيث يتشكل غاز كلوريد الهيدروجين وكبريتات الصوديوم (كعكة الملح).
{\displaystyle \mathrm {2~NaCl+H_{2}SO_{4}\rightarrow Na_{2}SO_{4}+2~HCl} }

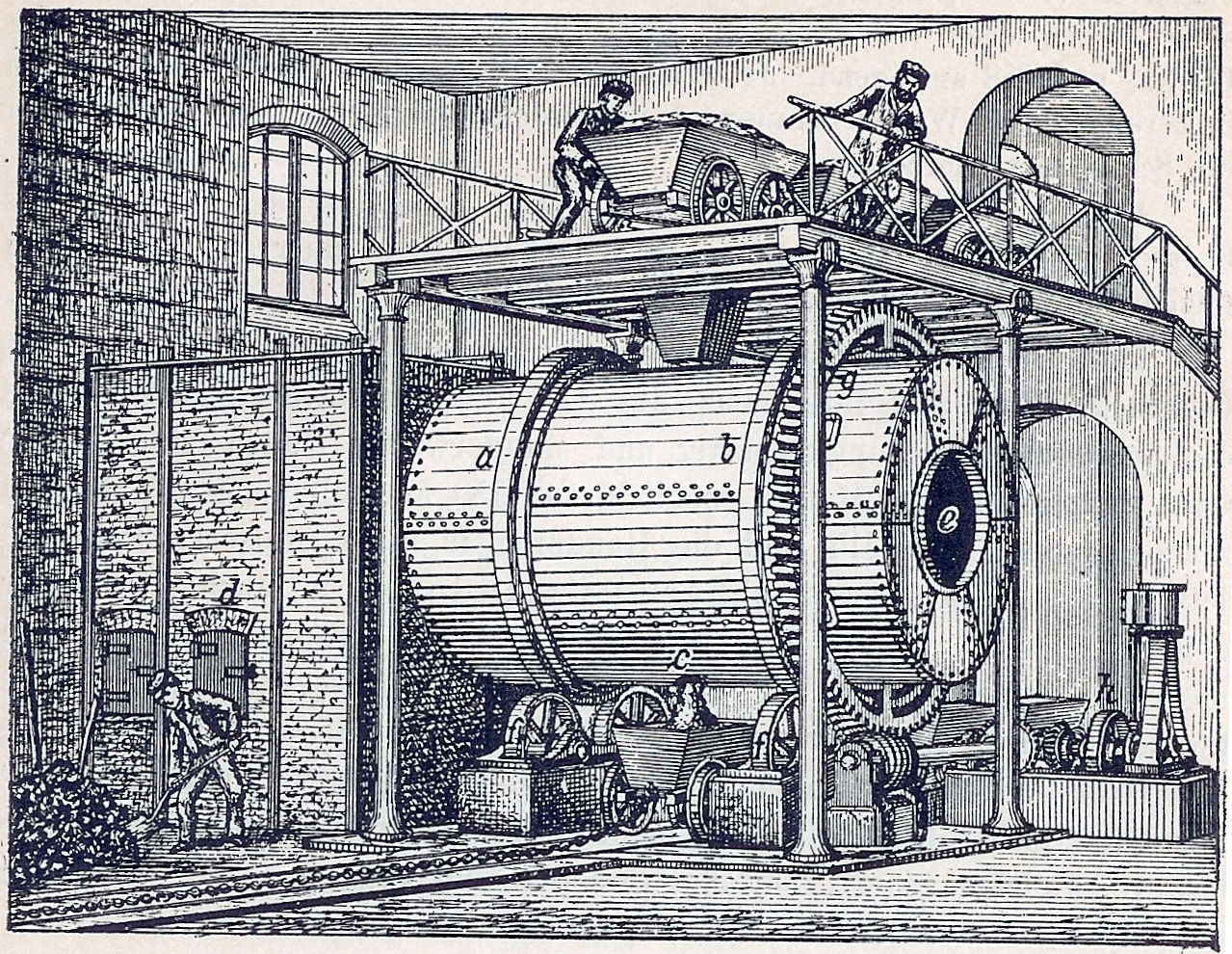
رسم لفرن أسطواني كان يستخدم في طريقة لوبلان في القرن التاسع عشر.

في الخطوة التالية يتم مفاعلة كعكة الملح من كبريتات الصوديوم مع كربونات الكالسيوم (الجير) والفحم المتوهج. يتأكسد الفحم في العملية إلى ثنائي أكسيد الكربون ويختزل الكبريتات إلى كبريتيد. يحوي الرماد الأسود المتبقي على الصودا وكبريتيد الكالسيوم.
{\displaystyle {\begin{aligned}\mathrm {Na_{2}SO_{4}} +2\;\mathrm {C} &\rightarrow \mathrm {Na_{2}S} +2\;\mathrm {CO_{2}} \\\mathrm {Na_{2}S} +\mathrm {CaCO_{3}} &\rightarrow \mathrm {Na_{2}CO_{3}} +\mathrm {CaS} \\\hline \mathrm {Na_{2}SO_{4}} +\mathrm {CaCO_{3}} +2\;\mathrm {C} &\rightarrow \mathrm {Na_{2}CO_{3}} +\mathrm {CaS} +2\;\mathrm {CO_{2}} \end{aligned}}}
يكون رماد الصودا (كربونات الصوديوم) قابلاً للانحلال في الماء على العكس من كبريتيد الكالسيوم، مما يسهل من فصله من المزيج، حيث يحل في الماء ثم يفصل بتبخير الماء.
كانت عملية لوبلان ذات آثار سلبية على البيئة بسبب الغازات الحمضية الناتجة عن العملية كنوانج جانبية مثل غاز كلوريد الهيدروجين؛ بالإضافة إلى غاز كبريتيد الهيدروجين المتشكل حسب التفاعل:
{\displaystyle \mathrm {\ CaS+CO_{2}+H_{2}O\rightarrow CaCO_{3}+H_{2}S} }

## اقرأ أيضاً
- عملية سولفاي
- عملية مانهايم